# BC Camelopardalis

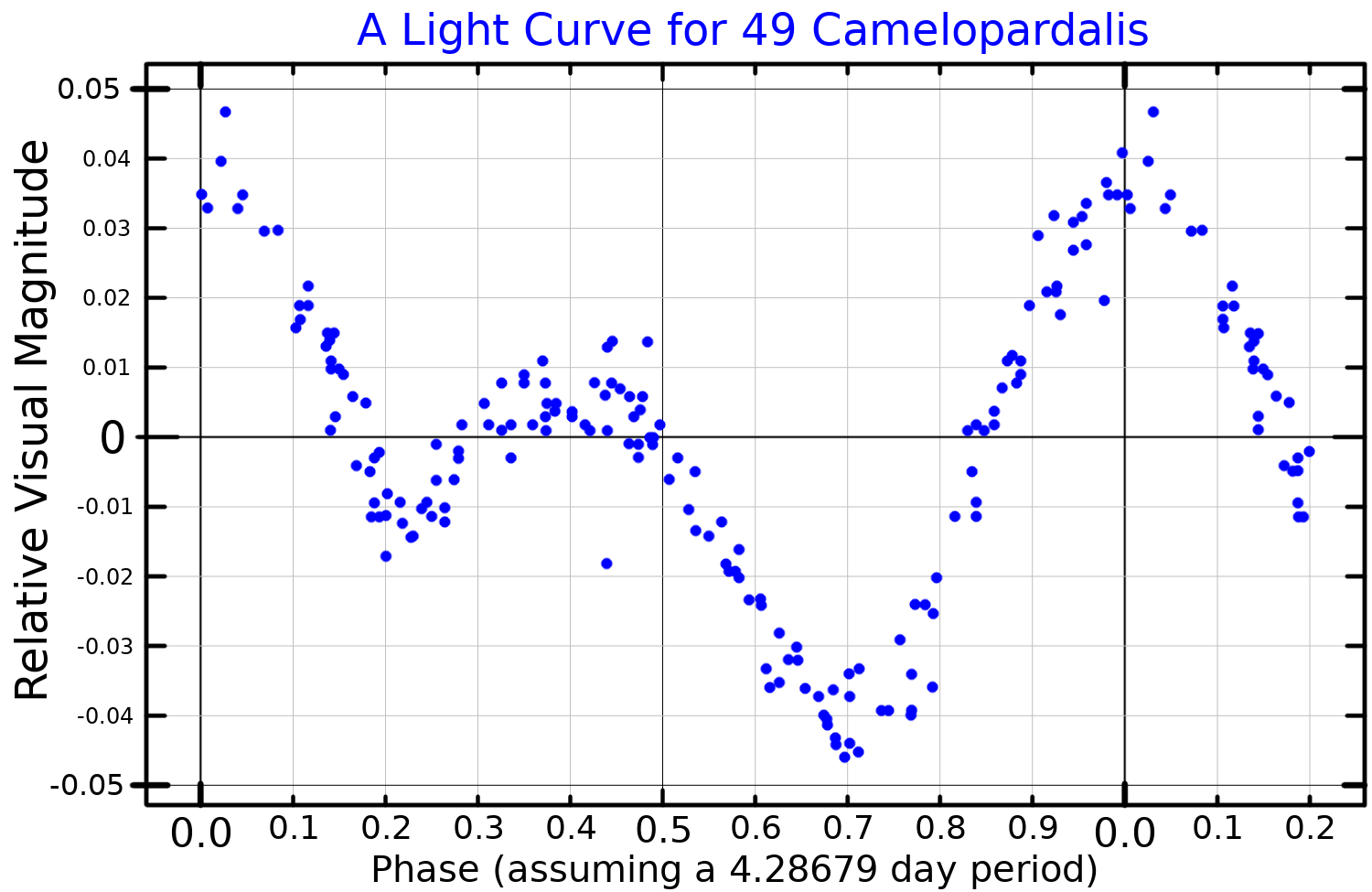
Curva de luz emitida por la estrella BC Camelopardalis.

BC Camelopardalis (BC Cam / 49 Camelopardalis / HD 62140 / HR 2977) es una estrella variable de magnitud aparente +6,47 en la constelación de Camelopardalis, la jirafa. 
Se encuentra a 265 años luz de distancia del sistema solar.
BC Camelopardalis es una estrella blanco-amarilla de la secuencia principal de tipo espectral F0spe. Tiene una temperatura superficial de 7656 K y brilla con una luminosidad 13,5 veces mayor que la luminosidad solar. Su masa es un 77% mayor que la del Sol y gira sobre sí misma con una velocidad de rotación proyectada de 26 km/s.
Tiene una edad estimada de 980 millones de años y dentro de aproximadamente 370 millones de años abandonará la secuencia principal evolucionando hacia una estrella de mayor tamaño.
BC Camelopardalis es una estrella químicamente peculiar, con un contenido anómalo de metales en su superficie. Al igual que BP Gruis y PP Virginis, es una estrella peculiar fría con una temperatura inferior a la de otras representantes de esta clase.
Como muchas de estas estrellas, BC Camelopardalis es una variable Alfa2 Canum Venaticorum. Su brillo fluctúa 0,05 magnitudes a lo largo de un período de 4,285 días.